# Great Train eXpress
Đường sắt cao tốc khu vực đô thị (Tiếng Hàn: 수도권 광역급행철도, Hanja: 首都圈 廣域急行鐵道) hay GTX (Great Train eXpress) là một mạng lưới đường sắt đi lại tốc độ cao hơn đã được lên kế hoạch trong khu vực vùng Thủ đô Seoul bao gồm ba tuyến riêng biệt được đặt tên là GTX A, GTX B, GTX C và dự kiến hoàn thành vào năm 2025.

## Tổng quan

### Hoạt động
- Điện: AC 25000V
- đường ray: đường đôi
- Phương tiện: 8 xe 1 đội hình

### Tốc độ
- Thiết kế tốc độ tối đa: 200km/h
- Tốc độ vận hành tối đa: 180 km/h
- Tốc độ biểu đạt: 100km/h

### Phí cầu đường (sẽ được xác định)
- Trong phạm vi Gyeonggi-do: 3.000 won (giá vé đơn)
- Bên trong Học viện Giao thông Hàn Quốc : 1800 won (giá vé cơ bản cho 10 km) + 40 won (phí bổ sung cho mỗi 1 km)

## GTX A
Lễ động thổ của tuyến GTX A được tổ chức vào ngày 27 tháng 12 năm 2018 và dự kiến hoạt động vào năm 2023 với tên gọi Đường sắt tốc hành đô thị Samseong-Dongtan. Tuy nhiên, dự án đã chính thức bị trì hoãn do các vấn đề đền bù đất đai và việc phát hiện ra các tàn tích khảo cổ học có từ thời Joseon. Phần Suseo-Dongtan hiện được lên kế hoạch hoàn thành vào năm 2023 và phần còn lại của tuyến sẽ mở cửa vào năm 2024. Ga Samseong thậm chí còn bị trì hoãn hơn nữa và sẽ đóng cửa sau khi phần còn lại của GTX A mở cửa cho đến năm 2028. Tính đến tháng 10 năm 2021, dự án mới chỉ hoàn thành khoảng 20%, dẫn đến suy đoán rằng GTX A nhiều khả năng sẽ được hoàn thành vào khoảng năm 2024 hoặc 2025 hoặc thậm chí muộn hơn.

### Danh sách ga
Theo thông báo của Bộ Đất đai, Cơ sở hạ tầng và Giao thông vận tải vào ngày 7 tháng 7 năm 2017, có khả năng nó sẽ được thay đổi sau đó.
| Tuyến                                | Số ga | Tên ga      | Tên ga       | Tên ga         | Chuyển tuyến                                                      | Khoảng cách | Tổng khoảng cách | Vị trí      | Vị trí       | Vị trí       |
| Tuyến                                | Số ga | Tiếng Anh   | Hangul       | Hanja          | Chuyển tuyến                                                      | Khoảng cách | Tổng khoảng cách | Vị trí      | Vị trí       | Vị trí       |
| ------------------------------------ | ----- | ----------- | ------------ | -------------- | ----------------------------------------------------------------- | ----------- | ---------------- | ----------- | ------------ | ------------ |
| GTX A                                | X101  | GTX Unjeong | 지티엑스운정 | GTX雲井        |                                                                   | 0.0         | 0.0              | Gyeonggi-do | Paju-si      | Paju-si      |
| GTX A                                | X102  | KINTEX      | 킨텍스       | 韓國國際展示場 |                                                                   |             | 6.7              | Gyeonggi-do | Goyang-si    | Ilsanseo-gu  |
| GTX A                                | X103  | Daegok      | 대곡         | 大谷           | (314) (K322) (S11) GTX-F (Dự kiến)                                |             | 13.61            | Gyeonggi-do | Goyang-si    | Deokgyang-gu |
| GTX A                                | X104  | Changneung  | 창릉         | 昌陵           |                                                                   |             | 19.77            | Gyeonggi-do | Goyang-si    | Deokgyang-gu |
| GTX A                                | X105  | Yeonsinnae  | 연신내       | 연신내         | (321) (614) GTX-E (Dự kiến)                                       |             | 23.51            | Seoul       | Eunpyeong-gu | Eunpyeong-gu |
| GTX A                                | X106  | Seoul       | 서울         | 서울           | (133) (426) (P313) (A01) GTX B (Dự kiến) Tuyến Sinansan (Dự kiến) |             | 32.98            | Seoul       | Jung-gu      | Jung-gu      |
| GTX A                                | X107  | Samseong    | 삼성         | 三成           | (219) Tuyến 9 GTX-C (Dự kiến) GTX-D (Dự kiến) Tuyến Wirye–Sinsa   |             | 43.10            | Seoul       | Gangnam-gu   | Gangnam-gu   |
| Suseo Pyeongtaek HSR (Sử dụng chung) | X108  | Suseo       | 수서         | 水西           | (349) (K221) Đường sắt cao tốc Suseo–Pyeongtaek GTX-D (Dự kiến)   |             | 48.30            | Seoul       | Gangnam-gu   | Gangnam-gu   |
| Suseo Pyeongtaek HSR (Sử dụng chung) | X109  | Seongnam    | 성남         | 城南           | (K410)                                                            |             | 59.04            | Gyeonggi-do | Seongnam-si  | Bundang-gu   |
| Suseo Pyeongtaek HSR (Sử dụng chung) | X110  | Guseong     | 구성         | 龍仁           | (K235)                                                            |             | 69.93            | Gyeonggi-do | Yongin-si    | Giheung-gu   |
| Suseo Pyeongtaek HSR (Sử dụng chung) | X111  | Dongtan     | 동탄         | 東灘           | Đường sắt cao tốc Suseo–Pyeongtaek                                |             | 81.08            | Gyeonggi-do | Hwaseong-si  | Hwaseong-si  |

## GTX B
Tuyến đường này bắt đầu nghiên cứu khả thi sơ bộ vào tháng 9 năm 2017 và thông qua nghiên cứu khả thi sơ bộ vào ngày 21 tháng 8 năm 2019. Đoạn Mangu ~ Maseok của Tuyến Gyeongchun đã được chia sẻ và tuyến đường được mở rộng đến Namyangju. Từ Ga Maseok đến Ga Cheongnyangni, Tuyến Gyeongchun và Tuyến Jungang hiện tại được dùng chung.

### Danh sách ga
Theo thông báo của Bộ Đất đai, Cơ sở hạ tầng và Giao thông vận tải vào ngày 7 tháng 7 năm 2017, có khả năng nó sẽ được thay đổi sau đó.
| Tuyến                            | Số ga | Tên ga                   | Tên ga         | Tên ga         | Chuyển tuyến                                             | Khoảng cách | Tổng khoảng cách | Vị trí      | Vị trí          |
| Tuyến                            | Số ga | Tiếng Anh                | Hangul         | Hanja          | Chuyển tuyến                                             | Khoảng cách | Tổng khoảng cách | Vị trí      | Vị trí          |
| -------------------------------- | ----- | ------------------------ | -------------- | -------------- | -------------------------------------------------------- | ----------- | ---------------- | ----------- | --------------- |
| GTX-B                            |       | Đại học Quốc gia Incheon | 인천대입구     | 仁川大入口     | (I136)                                                   |             | 0.0              | Incheon     | Yeonsu-gu       |
| GTX-B                            |       | Tòa thị chính Incheon    | 인천시청       | 仁川市廳       | (I124) (I221)                                            |             | 10.14            | Incheon     | Namdong-gu      |
| GTX-B                            |       | Bupyeong                 | 부평           | 富平           | (152) (I120)                                             |             | 14.81            | Incheon     | Bupyeong-gu     |
| GTX-B                            |       | Sân vận động Bucheon     | 부천종합운동장 | 富川綜合運動場 | (752) (S15)                                              |             | 22.46            | Gyeonggi-do | Bucheon-si      |
| GTX-B                            |       | Sindorim                 | 신도림         | 新道林         | (140) (234)                                              |             | 31.55            | Seoul       | Guro-gu         |
| GTX-B                            |       | Yeouido                  | 여의도         | 汝矣島         | (526) (915)                                              |             | 34.98            | Seoul       | Yeongdeungdo-gu |
| GTX-B                            |       | Yongsan                  | 용산           | 龍山           | (135) (K110)                                             |             | 39.45            | Seoul       | Yongsan-gu      |
| GTX-B                            |       | Seoul                    | 서울           |                | (133) (426) (P313) (A01) (X106) Tuyến Sinansan (Dự kiến) |             | 42.53            | Seoul       | Jung-gu         |
| Tuyến Gyeongchun · Tuyến Jungang |       | Cheongnyangni            | 청량리         | 淸凉里         | (124) (K117) (K209) (K117) GTX-C (Dự kiến)               |             | 50.99            | Seoul       | Dongdaemun-gu   |
| Tuyến Gyeongchun · Tuyến Jungang |       | Sangbong                 | 상봉           | 上峯           | (K120) (720)                                             |             | 54.90            | Seoul       | Jungnang-gu     |
| Tuyến Gyeongchun                 |       | Byeollae                 | 별내           | 別內           | (P124) (804)                                             |             | 61.56            | Gyeonggi-do | Namyangju-si    |
| Tuyến Gyeongchun                 |       | Wangsuk                  | 왕숙           | 王宿           | Tuyến Gyeongchun Tuyến 9 GTX-F                           |             | 64.89            | Gyeonggi-do | Namyangju-si    |
| Tuyến Gyeongchun                 |       | Pyeongnae–Hopyeong       | 평내호평       | 坪內好坪       | (P128)                                                   |             | 73.94            | Gyeonggi-do | Namyangju-si    |
| Tuyến Gyeongchun                 |       | Maseok                   | 마석           | 磨石           | (P130)                                                   |             | 80.30            | Gyeonggi-do | Namyangju-si    |
| Tuyến Gyeongchun                 |       | Gapyeong                 | 가평           | 加平           | (P134)                                                   |             | 107.10           | Gyeonggi-do | Gapyeong-gun    |
| Tuyến Gyeongchun                 |       | Chuncheon                | 춘천           | 春川           | (P140)                                                   |             | 136.00           | Gangwon     | Chuncheon-si    |

## GTX C
Việc xây dựng tuyến GTX C dự kiến sẽ bắt đầu vào năm 2023. Theo kế hoạch mới nhất và sau khi lựa chọn nhà thầu ưu tiên cho việc xây dựng tuyến này, 2 ga bổ sung, Ga Indeogwon và Ga Wangsimni có thể sẽ được thêm vào tuyến.
| Tuyến           | Số ga          | Tên ga                          | Tên ga       | Tên ga        | Chuyển tuyến                                           | Khoảng cách | Tổng khoảng cách  | Vị trí        | Vị trí         | Vị trí         |
| Tuyến           | Số ga          | Tiếng Anh                       | Hangul       | Hanja         | Chuyển tuyến                                           | Khoảng cách | Tổng khoảng cách  | Vị trí        | Vị trí         | Vị trí         |
| --------------- | -------------- | ------------------------------- | ------------ | ------------- | ------------------------------------------------------ | ----------- | ----------------- | ------------- | -------------- | -------------- |
| Tuyến Gyeongwon |                | Dongducheon                     | 동두천       | 東豆川        | (101)                                                  |             |                   | Gyeonggi-do   | Dongducheon-si | Dongducheon-si |
| Tuyến Gyeongwon |                | Deokjeong                       | 덕정         | 德亭          | (105)                                                  |             | 0.0               | Gyeonggi-do   | Yangju-si      | Yangju-si      |
| Tuyến Gyeongwon |                | Uijeongbu                       | 의정부       | 議政府        | (110)                                                  |             | 12.5              | Gyeonggi-do   | Uijeongbu-si   | Uijeongbu-si   |
| Tuyến Gyeongwon |                | Chang-dong                      | 창동         | 倉洞          | (116) (412)                                            |             | 21.7              | Seoul         | Dobong-gu      | Dobong-gu      |
| Tuyến Gyeongwon |                | Đại học Kwangwoon               | 광운대       | 光云大        | (119) GTX-E (Dự kiến)                                  |             | 25.4              | Seoul         | Nowon-gu       | Nowon-gu       |
| GTX C           |                | Cheongnyangni                   | 청량리       | 淸凉里        | (124) (K117) (K209) (K117) GTX B (Dự kiến)             |             | 30.6              | Seoul         | Dongdaemun-gu  | Dongdaemun-gu  |
| GTX C           |                | Wangsimni                       | 왕십리       | 淸凉里        | (K210) (208) (540) Tuyến Dongbuk                       |             | 33.1              | Seoul         | Seongdong-gu   | Seongdong-gu   |
| GTX C           |                | Samseong                        | 삼성         | 三成          | (219) Tuyến 9 (X107) GTX-D (Dự kiến) Tuyến Wirye–Sinsa |             | 39.4              | Seoul         | Gangnam-gu     | Gangnam-gu     |
| GTX C           |                | Yangjae                         | 양재         | 良才          | (342) (D08)                                            |             | 44.5              | Seoul         | Gangnam-gu     | Gangnam-gu     |
| Tuyến Gwacheon  |                | Khu phức hợp Chính phủ Gwacheon | 정부과천청사 | 政府果川廳舍  | (438)                                                  |             | 52.3              | Gyeonggi-do   | Gwacheon-si    | Gwacheon-si    |
| Tuyến Gwacheon  |                | Indeogwon                       | 인덕원       | 仁德院        | (440) Tuyến Gyeonggang Tuyến Dongtan–Indeogwon         |             | 55.3              | Gyeonggi-do   | Anyang-si      | Dongan-gu      |
| Tuyến Gwacheon  |                | Geumjeong                       | 금정         | 衿井          | (P149) (443)                                           |             | 60.6              | Gyeonggi-do   | Gunpo-si       | Gunpo-si       |
| Tuyến Gyeongbu  |                | Geumjeong                       | 금정         | 衿井          | (P149) (443)                                           |             | 60.6              | Gyeonggi-do   | Gunpo-si       | Gunpo-si       |
|                 | Uiwang         | 의왕                            | 義王         | (P152)        |                                                        | 67.0        | Uiwang-si         | Uiwang-si     |                |                |
|                 | Suwon          | 수원                            | 水原         | (P155) (K245) |                                                        | 74.8        | Suwon-si          | Gyeonggi-do   | Paldal-gu      |                |
|                 | Byeongjeom     | 병점                            | 餠店         | (P157)        |                                                        |             | Hwaseong-si       | Hwaseong-si   |                |                |
|                 | Osan           | 오산                            | 烏 山        | (P160)        |                                                        |             | Osan-si           | Osan-si       |                |                |
|                 | PyeongtaekJije | 평택지재                        | 平澤芝制     | (P164)        |                                                        |             | Pyeongtaek-si     | Pyeongtaek-si |                |                |
|                 | Cheonan        | 천안                            | 天安         | (P169)        |                                                        |             | Chungcheongnam-do | Cheonan-si    | Cheonan-si     |                |
|                 | Asan           | 아산                            | 牙山         | (P172)        |                                                        |             | Chungcheongnam-do | Asan-si       | Asan-si        |                |

### Tuyến nhánh
| Số ga       | Tên ga    | Tên ga | Tên ga | Chuyển tuyến | Khoảng cách | Tổng khoảng cách | Vị trí      | Vị trí   | Vị trí     |
| Số ga       | Tiếng Anh | Hangul | Hanja  | Chuyển tuyến | Khoảng cách | Tổng khoảng cách | Vị trí      | Vị trí   | Vị trí     |
| ----------- | --------- | ------ | ------ | ------------ | ----------- | ---------------- | ----------- | -------- | ---------- |
| △ Indeogwon |           |        |        |              |             |                  |             |          |            |
|             | Geumjeong | 금정   | 衿井   | (P149) (443) |             | 60.6             | Gyeonggi-do | Gunpo-si | Gunpo-si   |
|             | Sangnoksu | 상록수 | 常綠樹 | (448)        |             | 72.3             | Gyeonggi-do | Ansan-si | Sangnok-gu |

## GTX D
Kế thừa tuyến đường sắt cao tốc của khu vực phía Tây, nó đang được quảng bá là tuyến kết nối với Ga Seoul bằng cách chia sẻ với GTX B từ Ga Khu liên hợp thể thao Bucheon qua Gimpo, Ga Incheon Wondang (tên dự kiến) và Ga Gyeyang.

### ĐoạnGa Janggi~Ga Sân vận động Bucheon
| Số ga | Tên ga               | Tên ga         | Tên ga         | Chuyển tuyến                                         | Khoảng cách | Tổng khoảng cách | Vị trí      | Vị trí     |
| Số ga | Tiếng Anh            | Hangul         | Hanja          | Chuyển tuyến                                         | Khoảng cách | Tổng khoảng cách | Vị trí      | Vị trí     |
| --- | -------------------- | -------------- | -------------- | ---------------------------------------------------- | ----------- | ---------------- | ----------- | ---------- |
| * Đoạn đường sắt cao tốc khu vực đô thị phía Tây dự kiến thông xe vào năm 2030.                                             |                      |                |                |                                                      |             |                  |             |            |
| | Janggi               | 장기           | 場基           | (G103)                                               |             | 0.0              | Gyeonggi-do | Gimpo-si   |
| | Incheon Wondang      | 인천원당       | 仁川元堂       | Incheon tuyến 1                                      |             |                  | Incheon     | Geomdan-gu |
| | Gyeyang              | 계양           | 桂陽           | (I110) (A06)                                         |             |                  | Incheon     | Gyeyang-gu |
| | Daejang              | 대장           | 大壯           | GTX-D (Hướng Nhà ga 2 Sân bay Quốc tế Incheon) GTX-E |             |                  | Gyeonggi-do | Bucheon-si |
| | Sân vận động Bucheon | 부천종합운동장 | 富川綜合運動場 | (752) (S15)                                          |             | 20.7             | Gyeonggi-do | Bucheon-si |
| ▽ Vào năm 2030, đường ray sẽ được dùng chung với GTX-B để vận hành thẳng đến Ga Seoul và sau đó là Ga Paldang và Ga Wonju ▽ |                      |                |                |                                                      |             |                  |             |            |

### ĐoạnGa Nhà ga 2 sân bay Quốc tế Incheon~Ga Daejang
| Số ga                                                | Tên ga                                   | Tên ga           | Tên ga           | Chuyển tuyến                                         | Khoảng cách | Tổng khoảng cách | Vị trí      | Vị trí       |
| Số ga                                                | Tiếng Anh                                | Hangul           | Hanja            | Chuyển tuyến                                         | Khoảng cách | Tổng khoảng cách | Vị trí      | Vị trí       |
| ---------------------------------------------------- | ---------------------------------------- | ---------------- | ---------------- | ---------------------------------------------------- | ----------- | ---------------- | ----------- | ------------ |
|                                                      | Nhà ga 2 sân bay Quốc tế Incheon         | 인천공항2터미널  | 仁川空港2터미널  | (A11) Tuyến 9 GTX-E                                  |             | 0.0              | Incheon     | Yeongjong-gu |
|                                                      | Nhà ga 1 sân bay Quốc tế Incheon         | 인천공항1터미널  | 仁川空港1터미널  | (A10) Tuyến 9 GTX-E                                  |             | 5.8              | Incheon     | Yeongjong-gu |
|                                                      | Jungsan                                  | 중산             | 中山             | GTX-E                                                |             |                  | Incheon     | Yeongjong-gu |
|                                                      | Khu phức hợp kinh doanh quốc tế Cheongna | 청라국제업무단지 | 靑羅國際業務團地 | (752) GTX-E                                          |             |                  | Incheon     | Seo-gu       |
|                                                      | Gajeong                                  | 가정             | 佳亭             | (I110) GTX-E                                         |             |                  | Incheon     | Seo-gu       |
|                                                      | Jakjeon                                  | 잔전             | 鵲田             | (I110) GTX-E                                         |             |                  | Incheon     | Gyeyang-gu   |
|                                                      | Daejang                                  | 대장             | 大壯             | GTX-D (Hướng Nhà ga 2 Sân bay Quốc tế Incheon) GTX-E |             |                  | Gyeonggi-do | Bucheon-si   |
| ▽ Sau đó, nó chạy thẳng đến Ga Paldang và Ga Wonju ▽ |                                          |                  |                  |                                                      |             |                  |             |              |

### ĐoạnGa Nhà ga 2 sân bay Quốc tế Incheon~Ga Samseong
| Số ga | Tên ga                     | Tên ga         | Tên ga         | Chuyển tuyến                                           | Khoảng cách | Tổng khoảng cách | Vị trí      | Vị trí         |
| Số ga | Tiếng Anh                  | Hangul         | Hanja          | Chuyển tuyến                                           | Khoảng cách | Tổng khoảng cách | Vị trí      | Vị trí         |
| --- | -------------------------- | -------------- | -------------- | ------------------------------------------------------ | ----------- | ---------------- | ----------- | -------------- |
| △ Sau đó, nó chạy thẳng đến Ga Janggi và Ga Nhà ga 2 sân bay Quốc tế Incheon △                                              |                            |                |                |                                                        |             |                  |             |                |
| | Sân vận động Bucheon       | 부천종합운동장 | 富川綜合運動場 | (752) (S15) GTX-B GTX-F                                |             |                  | Gyeonggi-do | Bucheon-si     |
| | Gwangmyeong Siheung        | 광명시흥       | 光明始興       |                                                        |             |                  | Gyeonggi-do | Gwangmyeong-si |
| | Phức hợp kỹ thuật số Gasan | 가산디지털단지 | 加山디지털團地 | (P142) (746)                                           |             |                  | Seoul       | Geumcheon-gu   |
| | Sillim                     | 신림           | 新林           | (230) (S408)                                           |             |                  | Seoul       | Gwanak-gu      |
| | Sadang                     | 사당           | 舍堂           | (226) (433)                                            |             |                  | Seoul       | Dongjak-gu     |
| | Gangnam                    | 강남           | 江南           | (222) (D07)                                            |             |                  | Seoul       | Gangnam-gu     |
| | Samseong                   | 삼성           | 三成           | (219) Tuyến 9 (X107) GTX-C (Dự kiến) Tuyến Wirye–Sinsa |             |                  | Seoul       | Gangnam-gu     |
| ▽ Vào năm 2030, đường ray sẽ được dùng chung với GTX-B để vận hành thẳng đến Ga Seoul và sau đó là Ga Paldang và Ga Wonju ▽ |                            |                |                |                                                        |             |                  |             |                |

### ĐoạnGa Samseong~Ga Paldang
| Số ga                                                                          | Tên ga    | Tên ga | Tên ga | Chuyển tuyến                                           | Khoảng cách | Tổng khoảng cách | Vị trí      | Vị trí       |
| Số ga                                                                          | Tiếng Anh | Hangul | Hanja  | Chuyển tuyến                                           | Khoảng cách | Tổng khoảng cách | Vị trí      | Vị trí       |
| ------------------------------------------------------------------------------ | --------- | ------ | ------ | ------------------------------------------------------ | ----------- | ---------------- | ----------- | ------------ |
| △ Sau đó, nó chạy thẳng đến Ga Janggi và Ga Nhà ga 2 sân bay Quốc tế Incheon △ |           |        |        |                                                        |             |                  |             |              |
|                                                                                | Samseong  | 삼성   | 三成   | (219) Tuyến 9 (X107) GTX-C (Dự kiến) Tuyến Wirye–Sinsa |             |                  | Seoul       | Gangnam-gu   |
|                                                                                | Jamsil    | 잠실   | 蠶室   | (216) (814)                                            |             |                  | Seoul       | Songpa-gu    |
|                                                                                | Gangdong  | 강동   | 江東   | (548)                                                  |             |                  | Seoul       | Gangdong-gu  |
|                                                                                | Gyosan    | 교산   | 校山   | (355) GTX-F                                            |             |                  | Gyeonggi-do | Hanam-si     |
|                                                                                | Paldang   | 팔당   | 八堂   | (K128)                                                 |             |                  | Gyeonggi-do | Namyangju-si |

### ĐoạnGa Samseong~Ga Wonju
| Số ga                                                                          | Tên ga           | Tên ga   | Tên ga   | Chuyển tuyến                                           | Khoảng cách | Tổng khoảng cách | Vị trí      | Vị trí      |
| Số ga                                                                          | Tiếng Anh        | Hangul   | Hanja    | Chuyển tuyến                                           | Khoảng cách | Tổng khoảng cách | Vị trí      | Vị trí      |
| ------------------------------------------------------------------------------ | ---------------- | -------- | -------- | ------------------------------------------------------ | ----------- | ---------------- | ----------- | ----------- |
| △ Sau đó, nó chạy thẳng đến Ga Janggi và Ga Nhà ga 2 sân bay Quốc tế Incheon △ |                  |          |          |                                                        |             |                  |             |             |
|                                                                                | Samseong         | 삼성     | 三成     | (219) Tuyến 9 (X107) GTX-C (Dự kiến) Tuyến Wirye–Sinsa |             |                  | Seoul       | Gangnam-gu  |
|                                                                                | Suseo            | 수서     | 水西     | (349) (K221) Đường sắt cao tốc Suseo–Pyeongtaek (X108) |             |                  | Seoul       | Gangnam-gu  |
|                                                                                | Moran            | 모란     | 牡丹     | (827) (K225)                                           |             |                  | Gyeonggi-do | Seongnam-si |
|                                                                                | Gyeonggi Gwangju | 경기광주 | 京畿廣州 | (K413)                                                 |             |                  | Gyeonggi-do | Gwangju-si  |
|                                                                                | Gonjiam          | 곤지암   | 昆池岩   | (K415)                                                 |             |                  | Gyeonggi-do | Gwangju-si  |
|                                                                                | Icheon           | 이천     | 利川     | (K417)                                                 |             |                  | Gyeonggi-do | Icheon-si   |
|                                                                                | Bubal            | 부발     | 夫鉢     | (K418)                                                 |             |                  | Gyeonggi-do | Icheon-si   |
|                                                                                | Yeoju            | 여주     | 驪州     | (K420)                                                 |             |                  | Gyeonggi-do | Yeoju-si    |
|                                                                                | Wonju            | 원주     | 原州     |                                                        |             |                  | Gangwon     | Wonju-si    |

## GTX E
Tuyến đường này đang được quảng bá là tuyến đi qua Ga Nhà ga 2 sân bay Quốc tế Incheon, Ga Gajeong, Ga Digital Media City và Ga Đại học Kwangwoon và dùng chung đường ray với Tuyến Gyeongui–Jungang đến Deokso.
| Số ga | Tên ga                                   | Tên ga           | Tên ga           | Chuyển tuyến                         | Khoảng cách | Tổng khoảng cách | Vị trí      | Vị trí       |
| Số ga | Tiếng Anh                                | Hangul           | Hanja            | Chuyển tuyến                         | Khoảng cách | Tổng khoảng cách | Vị trí      | Vị trí       |
| ----- | ---------------------------------------- | ---------------- | ---------------- | ------------------------------------ | ----------- | ---------------- | ----------- | ------------ |
|       | Nhà ga 2 sân bay Quốc tế Incheon         | 인천공항2터미널  | 仁川空港2터미널  | (A11) Tuyến 9 GTX-D                  |             | 0.0              | Incheon     | Yeongjong-gu |
|       | Nhà ga 1 sân bay Quốc tế Incheon         | 인천공항1터미널  | 仁川空港1터미널  | (A10) Tuyến 9 GTX-D                  |             | 5.8              | Incheon     | Yeongjong-gu |
|       | Cảng hàng hóa sân bay Quốc tế Incheon    | 공항화물청사     | 空港貨物廳舍     | (A09) Tuyến 9 GTX-D                  |             | 8.4              | Incheon     | Yeongjong-gu |
|       | Jungsan                                  | 중산             | 中山             | GTX-D                                |             |                  | Incheon     | Yeongjong-gu |
|       | Khu phức hợp kinh doanh quốc tế Cheongna | 청라국제업무단지 | 靑羅國際業務團地 | (752) GTX-E                          |             |                  | Incheon     | Seo-gu       |
|       | Gajeong                                  | 가정             | 佳亭             | (I110) GTX-E                         |             |                  | Incheon     | Seo-gu       |
|       | Jakjeon                                  | 잔전             | 鵲田             | (I110) GTX-E                         |             |                  | Incheon     | Gyeyang-gu   |
|       | Daejang                                  | 대장             | 大壯             | GTX-D                                |             |                  | Gyeonggi-do | Bucheon-si   |
|       | Deungchon                                | 등촌             | 登村             | (909) Tuyến Gangbukhoengdan          |             |                  | Seoul       | Gangseo-gu   |
|       | Digital Media City                       | 디지털미디어시티 | 디지털미디어시티 | (618) (K316) (A04)                   |             |                  | Seoul       | Mapo-gu      |
|       | Yeonsinnae                               | 연신내           | 延新川           | (321) (614) (X105)                   |             |                  | Seoul       | Eunpyeong-gu |
|       | Pyeongchang                              | 평창             | 平倉             | Tuyến Gangbukhoengdan                |             |                  | Seoul       | Jongno-gu    |
|       | Sinjeongneung                            | 신정릉           | 新貞陵           | (S119) Tuyến Gangbukhoengdan         |             |                  | Seoul       | Seongbuk-gu  |
|       | Đại học Kwangwoon                        | 광운대           | 光云大           | (119) GTX-C                          |             |                  | Seoul       | Nowon-gu     |
|       | Sinnae                                   | 신내             | 新內             | (648) (P122) Tuyến Myeonmok          |             |                  | Seoul       | Jungnang-gu  |
|       | Guri                                     | 구리             | 九里             | (K117) (807)                         |             |                  | Gyeonggi-do | Guri-si      |
|       | Ilpae                                    | 일패             | 一牌             | Tuyến 9 Tuyến Gyeongui–Jungang GTX-F |             |                  | Gyeonggi-do | Namyangju-si |
|       | Deokso                                   | 덕소             | 德沼             | (K117) GTX-F                         |             |                  | Gyeonggi-do | Namyangju-si |